# Східноєвропейське і Центральноазійське об'єднання людей, що живуть з ВІЛ
Східноєвропейське і Центральноазійське об'єднання людей, що живуть з ВІЛ (СЦО ЛЖВ) — міжнародна благодійна організація, регіональна «мережа мереж», яка об'єднує співтовариство людей, що живуть з ВІЛ (ЛЖВ) з 15 країн Східної Європи та Центральної Азії (далі — регіон СЄЦА).

## Мета
Підвищення впливу спільноти ЛЖВ на розширення доступу до лікування, догляду та підтримки шляхом посилення потенціалу організацій ЛЖВ та проведення адвокаційної діяльності на національному та міжнародному рівнях.

## Структура

### Вищий орган управління
Вищий орган управління СЦО ЛЖВ — Загальні збори учасників (далі — ЗЗУ). ЗЗУ вирішують будь-які питання діяльності Організації. До виключної компетенції ЗЗУ відноситься:
- внесення змін до Статуту СЦО ЛЖВ;
- вибори (переобрання) учасників СЦО ЛЖВ;
- прийняття рішення про реорганізацію або ліквідацію СЦО ЛЖВ.

До складу ЗЗУ СЦО ЛЖВ входять Учасники, які представляють мережі спільнот ЛЖВ з Вірменії, Азербайджану, Білорусі, Естонії, Грузії, Казахстану, Киргизстану, Латвії, Литві, Молдові, Польщі, Росії, Таджикистані, Україні та Узбекистані, а також, з 2017 року, регіональне об'єднання «Союз батьків СЦО ЛЖВ».

#### Учасники СЦО ЛЖВ
Станом на жовтень 2017 року:
| Наднаціональний статус | Жовтяк Володимир      | Президент СЦО ЛЖВ                                                |
| Республіка Азербайджан | Шаріфов Нофел         | Громадська організація по боротьбі зі СНІДом                     |
| Республіка Вірменія    | Азарян Еліна          | Неурядова організація «Реальний Світ, Реальні Люди»              |
| Республіка Білорусь    | Ходановіч Олександр   | Республіканське громадське об'єднання «Білоруська спільнота ЛЖВ» |
| Грузія                 | Тваліашвілі Лаша      | Спільноти (Організації) ЛЖВ Грузії                               |
| Республіка Казахстан   | Білоконь Олена        | Консорціум організацій Республіки Казахстан                      |
| Киргизька Республіка   | Мальцева Лілія        | Об'єднання юридичних осіб «Асоціація Країнова мережа ЛЖВ»        |
| Латвійська Республіка  | Вейкеніекс Андріс     | Спільнота «AGIHAS»                                               |
| Литовська Республіка   | Рагалінскас Рамунас   | Консультант «Рівний — рівному» ГО Асоціація «Деметра»            |
| Республіка Молдова     | Кільчевський Ігор     | Громадська Асоціація «Ліга ЛЖВ в Республіці Молдова»             |
| Республіка Польща      | Томчинські Войтек     | Загальнопольська мережа ЛЖВ «Мережа Плюс»                        |
| Російська Федерація    | Маяновський Володимир | Всеросійська громадська організація «Об'єднання ЛЖВ»             |
| Республіка Таджикистан | Камілова Севара       | Спільноти (Організації) ЛЖВ Таджикистану                         |
| Республіка Узбекистан  | Короткова Євгенія     | Спільноти (Організації) ЛЖВ Узбекистану                          |
| Україна                | Кривошеєв Євген       | Об'єднання організацій ЛЖВ України — Платформа активних спільнот |
| Республіка Естонія     | Алієв Лачін           | Естонська мережа ЛЖВ                                             |
| Регіональний рівень    | Євгенія Смирнова      | Співголова об'єднання «Спілка батьків СЦО ЛЖВ»                   |

#### Наглядова Рада
Наглядова рада СЦО ЛЖВ — є постійнодіючим органом управління, який в рамках своєї компетенції контролює та регулює діяльність виконавчого органу та здійснює інші функції, передбачені Статутом СЦО ЛЖВ.
Станом на жовтень 2017 року у Наглядову Раду входять:
| Російська Федерація  | Олексій Лисенков |
| Україна              | Валерій Танцюра  |
| Естонська Республіка | Олена Курбатова  |

### Виконавчий орган

#### Президент СЦО ЛЖВ
Президент є постійно діючим органом управління СЦО ЛЖВ та здійснює керівництво поточною діяльністю Організації через працівників Організації (Секретаріат) і Фокал Пойнт. Президент СЦО ЛЖВ — Володимир Жовтяк.

#### Секретаріат
Забезпечує діяльність СЦО ЛЖВ.
Керівництво Секретаріатом здійснює Президент СЦО ЛЖВ. Секретаріат територіально розміщується в м. Києві, Україна.

#### Фокал Пойнт (Focal point, ФП)
ФП визначається локальним (країновим) співтовариством (організацією) людей, що живуть з ВІЛ, за погодженням з Президентом СЦО ЛЖВ. ФП забезпечують взаємозв'язок між країновим співтовариством (організацією) людей, що живуть з ВІЛ, та Секретаріатом. ФП відповідають за збір, структурування і поширення стратегічної інформації в сфері боротьби з ВІЛ / СНІДом. Загальне керівництво роботою ФП здійснює Президент ВЦО ЛЖВ, в тому числі через Секретаріат.
Станом на жовтень 2017 року у ФП входять:
| Азербайджанська Республіка | Меліков Фарід       | Громадська організація по боротьбі зі СНІДом                     |
| Республіка Вірменія        | Мадоян Оганес       | Неурядова організація «Реальний світ, реальні люди»              |
| Республіка Білорусь        | Ходановіч Олена     | Республіканське громадське об'єднання «Білоруське спільнота ЛЖВ» |
| Грузія                     | Ананіашвілі Давид   | Неурядова організація «Реальні Люди, Реальне Бачення»            |
| Республіка Казахстан       | Алсеітов Канат      | Консорціум організацій Республіки Казахстан                      |
| Киргизька Республіка       | Калиниченко Євгенія | Об'єднання юридичних осіб «Асоціація Країнова мережа ЛЖВ»        |
| Латвійська Республіка      | Юксейс Алдис        | Суспільство «AGIHAS»                                             |
| Литовська Республіка       | Кульшіс Світлана    | Асоціація «Деметра»                                              |
| Республіка Молдова         | Унтура Людмила      | Ліга ЛЖВ в Республіці Молдова                                    |
| Республіка Польща          | Томчінскі Войтек    | Загальнопольська мережа ЛЖВ «Мережа Плюс»                        |
| Російська Федерація        | Бакулін Михайло     | Всеросійська громадська організація «Об'єднання ЛЖВ»             |
| Республіка Таджикистан     | Мансурова Джонона   | Громадська організація «Гулі Сурх»                               |
| Республіка Узбекистан      | Учаев Сергій        | Спільнота ЛЖВ в Узбекистані                                      |
| Естонська Республіка       | Антонова Олена      | Естонська мережа ЛЖВ                                             |
| Україна                    | Котик Ольга         | Об'єднання організацій України                                   |

## Передумови заснування СЦО ЛЖВ
У 2005 році епідемія ВІЛ/СНІДу в країнах Східної Європи і Центральної Азії досягла такого масштабу, що практично в кожній країні регіону було засновано рух ВІЛ-позитивних людей. В рамках їх діяльності проводилося багато заходів, спрямованих на поліпшення якості життя ЛЖВ, але більшість з них були ізольовані від регіональних і міжнародних ініціатив.
Недостатня координація між спільнотами ЛЖВ в області адвокації, відсутність експертної допомоги за принципом «рівний рівному» («peer-to-peer»), слабкі організаційні потенціали не дозволяли проводити діяльність всередині країн на вищому рівні. В результаті виникла потреба в створенні сильного регіонального об'єднання ЛЖВ, здатного ефективно брати участь в розробці політик і процедур, де права людини були б основою для подолання епідемії ВІЛ/СНІДу в регіоні СЄЦА.
Так в 2005 році було засновано Східноєвропейське і Центральноазійське об'єднання людей, які живуть з ВІЛ (СЦО ЛЖВ), ініціативу створення якого підтримали Секретаріат ЮНЕЙДС та представники організацій ЛЖВ з України, Росії, Казахстану, Киргизстану, Узбекистану та Молдови.

## Діяльність
- 2005 рік — перша зустріч представників організацій ЛЖВ України, Росії, Казахстану, Киргизстанк, Узбекистану та Молдови відбулася в червні 2005 року в Києві. Ініціатива створення такого регіонального об'єднання підтримали Секретаріат ЮНЕЙДС та Всеукраїнська мережа людей, що живуть з ВІЛ.
- 2007 рік — Реєстрація Міжнародної Благодійної Організації «Східноєвропейське та Центральноазійське об'єднання людей, що живуть з ВІЛ» (СЦО ЛЖВ). В склад БО ввійшли 14 країн.
- 2007-2009 рр. — СЦО ЛЖВ спільно з партнерами (Європейська Група по лікуванню СНІДу (EATG) [Архівовано 3 жовтня 2017 у Wayback Machine.], ЄССВ, ITPCru [Архівовано 6 жовтня 2017 у Wayback Machine.], Всеросійським об'єднанням ЛЖВ) провела дослідження «Доступ до АРВ терапії в 7 країнах СНГ». Це була перша в регіоні спроба громадянського суспільства збирати дані та оцінити вплив існуючих систем планування, фінансування та закупівлі препаратів для лікування ВІЛ-інфекції на доступ до АРВ-лікування в 7 країнах регіону СЄЦА.
- 2009 р. — спільно з ITPCru СЦО ЛЖВ створили Консультативний рада спільноти Східної Європи та Центральної Азії (СЄЦА КАБ) [Архівовано 21 вересня 2017 у Wayback Machine.], метою якого є об'єднання зусиль ЛЖВ регіону для розширення доступу до лікування та підтримки, а також забезпечення прямого діалогу між спільнотою ЛЖВ та представниками фармацевтичних компаній та регуляторних органів на регіональному рівні. 28 серпня 2017 року було оголошено про зміни в управлінні ВЕЦА КАБом[недоступне посилання], вихід з нього ITPCru на користь власного окремого проекту та координування ВЕЦА КАБу засобами СЦО ЛЖВ. Задля поліпшення ефективності адвокаційних зусиль до роботи майданчика були запрошені держчиновники країн регіону.
- 2010 р. — При підтримці регіонального офісу ЮНІСЕФ була створена регіональна група батьків та опікунів, що виховують ВІЛ-позитивних дітей — «Тінерджайзер»[3] та розпочала свою роботу в структурі СЦО ЛЖВ.
- В результаті успішної участі в міжнародних конференціях з ВІЛ / СНІДу (EECAAC 2009 і AIDS 2008) СЦО ЛЖВ було вибрано регіональним партнером XVIII Міжнародної конференції з ВІЛ / СНІДу AIDS 2010 у Відні і координувало офіційну зустріч конференції в країнах СЄЦА. З ініціативи Об'єднання була успішно проведена регіональна кампанія «Нас помирає менше, але ми вмираємо швидше»[4][5][6][7], а меседж про те, що регіон СЄЦА є єдиним регіоном, де смертність від СНІДу продовжує зростати, був почутий світовими лідерами.
- 2011 р. — Завдяки активній роботі СЦО ЛЖВ, регіон СЄЦА вперше знайшов відображення в Політичній Декларації Спеціальної Сесії Генеральної Асамблеї ООН з питань ВІЛ/СНІДу[8]. Також була ініційована перша регіональна програма «Лідерство для підлітків, що зазнають ВІЛ», з 7 країн регіону. У цьому році двоє підлітків, які живуть з ВІЛ, взяли участь у панельних дискусіях в рамках Міжнародного Форуму «Ціль розвитку тисячоліття 6 — боротьба з ВІЛ/СНІДом, малярією та іншими захворюваннями».
- У 2015 році СЦО ЛЖВ вперше ініціювало співпрацю регіональних мереж регіону СЄЦА в об'єднанні зусиль і діючих програм для ефективної боротьби з епідемією ВІЛ / СНІДу. У тому ж 2015 році був підписаний меморандум [Архівовано 29 жовтня 2017 у Wayback Machine.][9][10]про співпрацю між Східноєвропейським і Центральноазіатським Об'єднанням людей, що живуть з ВІЛ (СЦО ЛЖВ), Євразійською мережею зменшення шкоди (ЕССВ), Євразійськоїю Жіночої мережею зі СНІДу (ЕЖСС), Євразійської мережею людей, що вживають наркотики (ЕСЛУН), мережею Організацій по Захисту Прав Працівників Сфери Сексуальних Послуг (СВАН), Євразійської коаліцією по чоловічому здоров'ю (ЕКОМ), Міжнародної коаліцією по готовності до лікування у Східній Європі та Центральній Азії (ITPCru), Регіональної мережею правової помощ людям, порушених ВІЛ / СНІД, Регіональним центром технічної підтримки в регіоні ВЕЦА (Альянс-Україна Консалтансі), Європейської Коаліцією з боротьби з туберкульозом.
- 2016 р. СЦО ЛЖВ ініціювало проведення регіональної консультації з представниками громадських організацій, регіональних мереж та громад, що представляють ключові групи населення, Агентства ООН та міжнародні організації (ВООЗ, ЮНЕЙДС, ЮНІСЕФ, Фонд Народонаселення, Лікарі без кордонів та ін.), менеджменту охорони здоров'я та ключових груп населення регіону СЄЦА, за підсумками якого був розроблений спільний Регіональний план.[11] Також був проведений перший регіональний моніторинг закупівельних цін на АРВ-препарати силами з товариств, результати якого опубліковані онлайн[12][13][14][15]
- На Нараді високого рівня з ВІЛ / СНІДу в рамках Генеральної Асамблеї ООН [Архівовано 28 жовтня 2017 у Wayback Machine.] в Нью-Йорку 8-10 червня 2016 р мережі спільнот країн Східної Європи і Центральної Азії підготували звіт «Східна Європа і Центральна Азія: не залишаймо без відповіді» для залучення уваги лідерів країн і світової спільноти до катастрофічної ситуації зі зростанням епідемії ВІЛ / СНІДу в регіоні ВЕЦА. Звіт був підготований за ініціативою Східноєвропейського та Центральноазіатського об'єднання людей, що живуть з ВІЛ (СЦО ЛЖВ) спільно з усіма регіональними мережами спільнот регіону СЄЦА: Євразійської Мережею Людей, що Вживають Наркотики (ENPUD), Євразійської коаліцією по чоловічому здоров'ю (ЕКОМ), Євразійської мережею зменшення шкоди (ЕССВ), Євразійської жіночої мережею зі СНІДу (ЕЖСС), Європейською групою з лікування СНІДу (EATG), Міжнародної коаліцією по готовності до лікування у Східній Європі та Центральній Азії (ITPCru), мережею організацій із захисту прав працівників сфери сексуальних послуг (СВАН).[16][17] Спільноти відкрито заявили, що в той час, коли весь світ відзначає зниження показників поширення ВІЛ і смертності внаслідок СНІДу, в Східній Європі і Центральній Азії, як і раніше, росте рівень виявлення нових випадків ВІЛ-інфекції та збільшення смертності. Були запропоновані рекомендації, які дозволять наздогнати решту світу на шляху до завершення епідемії СНІДу та досягти Цілей Стійкого Розвитку до 2030 року. 10 червня 2016 року, в рамках Генеральної асамблеї Організації Об'єднаних Націй, Мішель Казачкін, спеціальний посланник ОНН по ВІЛ / СНІДу в регіоні СЄЦА, спільно з представниками громадянського суспільства, зокрема з СЦО ЛЖВ, ініціював зустріч з міністрами охорони здоров'я [Архівовано 28 жовтня 2017 у Wayback Machine.] країн-учасниць ООН регіону СЄЦА для обговорення заходів у відповідь з подолання епідемії ВІЛ / СНІДу, на якій акцентував увагу держчиновників на плачевну ситуацію в регіоні.
- На 21 Міжнародній конференції зі СНІДу AIDS 2016 [Архівовано 28 жовтня 2017 у Wayback Machine.], яка відбулася 18-22 липня 2016 року в Дурбані, ПАР, представники регіону і СЦО ЛЖВ зокрема, в черговий раз повідомили про проблемну ситуацію з ВІЛ/СНІД в СЄЦА, про необхідність забезпечення якісного переходу на державне фінансування, перебоях з ліками, непрозорому механізмі, закупівлі за невиправдано високими цінами, і привернули увагу до Звіту регіональних мереж «СЄЦА: не залишайте без відповіді!»
- У 2016 році за ініціативою ВЦО ЛЖВ було проведене перше для країн Східної Європи та Центральної Азії стажування із закупівлі АРВ препаратів в ЮНІСЕФ, де були підняті питання щодо поліпшення якості життя ЛЖВ усього регіону.
- У грудні 2016 року було проведено аналіз бар'єрів, що перешкоджають отриманню доступу до лікування. на предмет виявлення проблем, пов'язаних з формуванням бюджету на закупівлю АРВ-препаратів і складнощів, що відносяться до перебоїв в поставках АРВ-препаратів в країнах СЄЦА. Так було виявлено, що: «Висока вартість АРВ-препаратів і, як наслідок, практично повна відсутність доступу до інноваційних препаратів, які демонструють найкращі результати в клінічних випробуваннях для лікування ВІЛ-інфекції в регіоні СЄЦА, є ще одним критичним бар'єром в розширенні доступу до ефективному лікуванню ВІЛ-інфекції. Застосування комбінацій з фіксованою дозуванням в регіоні СЄЦА зустрічається рідко, наприклад, в Росії, де проживає найбільший в регіоні контингент ЛЖВ, менше 1 % інфікованих отримують антиретровірусну терапію (АРТ) за схемою „все в одному“, — що не відповідає останнім міжнародним рекомендаціям» . Порівняння національних протоколів і застосовуваних схем лікування в країнах СЄЦА продемонструвало значуще відставання від підходів до лікування ВІЛ, що застосовуються в країнах Західної Європи і США. А в цих країнах епідемія ВІЛ/СНІДу вже взята під контроль і для подолання її в СЄЦА необхідно переймати успішний досвід і дієві підходи, а не діяти стандартно.[18]
- У грудні 2016 року був запущений онлайн сайт Мінус Вірус [Архівовано 5 листопада 2017 у Wayback Machine.] — інформаційний хаб, який містить інформацію про актуальні новини в сфері ВІЛ, акумулює новини з сайтів мереж спільнот регіону СЄЦА та інших спеціалізованих ресурсів, містить блоги та інтерв'ю активістів регіону, календар подій і широкий ресурсний центр [Архівовано 24 жовтня 2017 у Wayback Machine.], в якому зібрані публікації зі стратегічною інформацією регіону.
- У березні 2017 року на зустрічі в Європейському регіональному бюро ВООЗ ініціювала координацію регіональних програм щодо ВІЛ та ТБ, а вже в кінці березня підписала меморандум про співробітництво за програмою «Зупинити туберкульоз» у співпраці з Центром ПАС та ВОЗ. З 2017 року входить до складу спостережної ради регіональної координаційної групи «Результати ВІЛ: за межею придушення вірусу. Нові політичні пріоритети щодо ВІЛ: Довготривале здоров'я, супутні хвороби та стійкість системи охорони здоров'я», представляючи громадянське суспільство. У 2017 році в рамках проекту «Партнерство заради рівного доступу до континууму послуг в зв'язку з ВІЛ-інфекцією для всіх, хто цього потребує регіоні ВЕЦА» була розроблена «Концепція щодо доступу до лікування» за фінансової підтримки Глобального фонду боротьби зі СНІДом, туберкульозом та малярією.[19]
- У 2017 році СЦО ЛЖВ була представлена перша пілотна база даних АРВ-препаратів [Архівовано 6 жовтня 2017 у Wayback Machine.], які закуповуються в країнах СЄЦА, як за кошти державного бюджету, так і за кошти міжнародних організацій.
- Широкі обговорення необхідності розширення доступу до інноваційних препаратів для лікування ВІЛ-інфекції в регіоні СЄЦА почалися навесні 2017 року, коли міжнародна команда ВЦО ЛЖВ опублікувала досить амбітну на той час «Позиційну заяву щодо застосування європейських підходів до лікування ВІЛ-інфекції в країнах Східної Європи і Центральної Азії» [Архівовано 28 жовтня 2017 у Wayback Machine.]. У квітневій заяві СЦО ЛЖВ зазначалося, що застосування якісної АРВ-терапії з інгібіторами Інтеграз вже в першій лінії схем лікування ВІЛ-інфекції, вкрай важливо для дієвої відповіді епідемії ВІЛ / СНІДу в усіх країнах регіону і стратегія СЦО ЛЖВ буде напрямок на досягнення цих цілей. СЦО ЛЖВ відкрито запросила всі зацікавлені сторони приєднатися до адвокації даної стратегії, досягнення якої також включає необхідність перегляду національних протоколів в країнах регіону СЄЦА, адвокацію зниження вартості інноваційних препаратів, запрошення виробників на реєстрацію препаратів в усіх країнах регіону та встановлення їх в перелік життєво необхідних і найважливіших лікарських препаратів. Багато авторитетних думок було висловлено експертами регіону, як на підтримку заяви СЦО ЛЖВ, так і проти неї. Але адвокація продовжилася, адже спільнота ЛЖВ не схильна зволікати в питаннях, що стосуються життя людей. І вже сьогодні авторитетні міжнародні організації, в першу чергу ВООЗ, ЮНЕЙДС, Медичний патентний пул, солідарно зробили рішучі кроки[20][21][22][23] по забезпеченню розширеного доступу до інноваційних препаратів в схемах лікування першого ряду в країнах Східної Європи і Центральної Азії.
- У червні 2017 року СЦО ЛЖВ, адвокатуючи зниження цін на АРТ в країнах СЄЦА, ініціювало проведення стажування по закупкам АРВ-препаратів в ЮНІСЕФ [Архівовано 28 жовтня 2017 у Wayback Machine.], в якій взяли участь 23 експерти (держчиновники і активісти НУО) з Вірменії, Азербайджану, Білорусі, Латвії, Таджикистану, Молдови, Росії, Казахстану, Киргизстану та України. На зустрічі були розглянуті кращі практики регіону в адвокації зниження цін на закупівлі препаратів для лікування ВІЛ-інфекції та розширення доступу до інноваційних препаратів.
- В липні 2017 ВООЗ випустила нові рекомендації з лікування та медикаментозної резистентності [Архівовано 28 жовтня 2017 у Wayback Machine.]. У них Долутегравір (DTG) і Ефавіренц 400 мг (EFV400) рекомендовані для терапії в першій лінії, Дарунавір / Ритонавір (DRV / r) і ралтегравіра (RAL) для терапії у другій і третій лініях. Схеми, що підтримують DTG- і EFV400, мають клінічні та програмні переваги в порівнянні з існуючими стандартними АРТ першого ряду, але для окремих груп населення потрібна велика доказова база. Медичний патентний пул [Архівовано 28 жовтня 2017 у Wayback Machine.] на нараді СЦО ЛЖВ в Польщі у вересні поділився стратегією МПП по передачі й ліцензуванню патентів в регіоні ВЕЦА, розповів про переговори з «генеричними» і брендовими фармкомпаніями, які зараз ведуться. А в серпні стало відомо, що МПП розширює доступ до інгібіторів інтегрази і заміні TDF на TAF в ряді країн СЄЦА.
- У вересні 2017 року стало відомо про те, що Всесвітня організація охорони здоров'я та UNAIDS проголосили прийняття революційного угоди про ціноутворення, яке підвищить доступ до першого доступного і універсального способу лікування ВІЛ за допомогою однієї таблетки, що містить «Долутегравір» (DTG), для покупців з державного сектора в країнах з низьким і середнім рівнем доходу, для яких вартість складе приблизно 75 доларів США на людину в рік.

## Проекти

### Минулі проекти
- «Регіональна Ініціатива ЛЖВ в Східній Європі і Центральній Азії» [Архівовано 28 жовтня 2017 у Wayback Machine.], жовтень 2007 — вересень 2010 рр.., при підтримці Oxfam Novib. Мета: Виконання ВЦО ЛЖВ своїх основних функцій — виступати в ролі регіонального контролера доступу до лікування, бути представником спільноти на ключових регіональних і міжнародних форумах, розвивати можливості місцевих організацій людей, які живуть з ВІЛ, та залучати фінансування для забезпечення постійної підтримки ЛЖВ на рівні країн і регіону.
- «Поліпшення навичок адвокації та надання послуг шляхом обміну досвідом ЛЖВ зі Східної Європи і Центральної Азії» [Архівовано 29 жовтня 2017 у Wayback Machine.], жовтень 2007 — червень 2008 рр.., при підтримці Oxfam Novib. Мета: Покращити навички з адвокації прав ЛЖВ та надання послуг для ЛЖВ шляхом документування та обміну кращими практиками серед 14 країн Східної Європи та центральної Азії.
- «Мобілізація та посилення можливостей людей, які живуть з ВІЛ, у Східній Європі та Центральній Азії» [Архівовано 28 жовтня 2017 у Wayback Machine.], 15 лютого — 31 грудня 2008 року, при підтримці UNAIDS. Мета: Посилити можливість організацій людей, які живуть з ВІЛ, для адвокатування та сприяння досягненню Універсального Доступу до профілактики ВІЛ, лікування, догляду та підтримки. Проект спрямований на підтримку Секретаріату СЦО ЛЖВ, який забезпечує виконання всіх завдань, що реалізуються в рамках всіх проектів СЦО ЛЖВ.
- «Регіональна платформа з питань підтримки громадянського суспільства та спільнот, комунікації та координації в Східній Європі і Центральній Азії» [Архівовано 28 жовтня 2017 у Wayback Machine.], жовтень 20122 — серпень 2012, при підтримці UNICEF. Мета: Мобілізація підлітків, яких торкнулася епідемія ВІЛ / СНІД в Україні, Росії, Казахстані, Узбекистані, Білорусі та Киргизстані. Завдання: Розробка інтернет платформи для посилення зв'язку між підлітками, котрих торкнулася епідемія ВІЛ / СНІД в регіоні ВЕЦА. Розробка комунікаційних матеріалів та проведення тренінгів для підлітків, яких торкнулася епідемія ВІЛ / СНІД для здатності їм самим відстоювати права підлітків, які живуть з ВІЛ через публічні виступи на різних заходах і інших ініціативах.
- «Сильне співтовариство через партнерство» [Архівовано 28 жовтня 2017 у Wayback Machine.], за підтримки Європейського Союзу Мета: Проект спрямований на посилення організаційної спроможності спільноти ЛЖВ та проведення адвокаційних кампаній на підтримку національних планів з адвокації доступу до АРВ-лікування в 7 країнах регіону (Молдова, Україна, Білорусь, Росія, Вірменії, Азербайджан, Грузія).
- «Експрес-оцінка потреб в наданні послуг дітям, котрих торкнулася епідемія ВІЛ / СНІД на Південному Кавказі» [Архівовано 29 жовтня 2017 у Wayback Machine.], липень-грудень 2012 року, за підтримки World Vision. Мета: Проведення експрес-оцінки для аналізу існуючої ситуації у дітей, яких торкнулася епідемій ВІЛ / СНІДом в Вірменії, Азербайджані та Грузії, з метою виявлення найважливіших потреб у наданні послуг та підготовка плану дій щодо задоволення цих потреб.
- «Просування універсального доступу до лікування ЛЖВ, як невід'ємне право людини» [Архівовано 28 жовтня 2017 у Wayback Machine.], січень 2013 — грудень 2014. Даний проект фокусувався виключно на адвокації збільшення національного фінансування закупівель АРВ-препаратів та реалізацію максимально можливих привілеїв щодо міжнародного права інтелектуальної власності.